# Birgit Mahnkopf

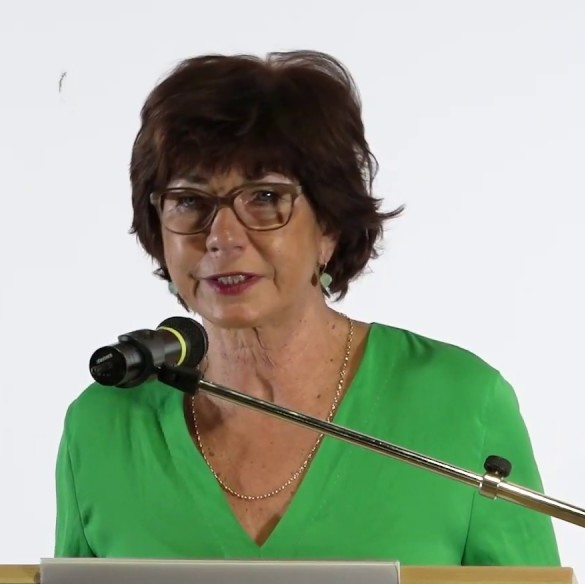
Birgit Mahnkopf, 2019

Birgit Mahnkopf (* 1950) ist eine deutsche Politikwissenschaftlerin.

## Leben
Birgit Mahnkopf beendete ihr Studium im Jahr 1975 mit dem Diplom. 1984 wurde sie promoviert, 1992 habilitierte sie sich in Soziologie an der Freien Universität Berlin. Danach war sie dort wissenschaftliche Assistentin am Institut für Soziologie. Es folgten Forschungstätigkeiten in der Sozialforschungsstelle Dortmund, die Projektleitung im Schwerpunkt Arbeitsmarkt und Beschäftigung im Wissenschaftszentrum Berlin für Sozialforschung und die Vertretung eines Lehrstuhls für Soziologie an der Technischen Hochschule Darmstadt.
Mahnkopf ist Professorin (im Ruhestand) für Europäische Gesellschaftspolitik an der Hochschule für Wirtschaft und Recht Berlin. Sie ist Mitglied im Wissenschaftlichen Beirat von attac Deutschland, im Kuratorium des Institut Solidarische Moderne und im Beirat der Open-Access-Zeitschrift Momentum Quarterly.
Ihre Arbeitsschwerpunkte sind die ökonomischen, politischen und sozialen Dimensionen der Globalisierung sowie europäische und internationale Politik. Zudem beschäftigt sie sich mit Arbeitssoziologie und industriellen Beziehungen sowie mit Bildungsökonomie und Bildungspolitik.
Sie war mit dem Politikwissenschaftler Elmar Altvater (1938–2018) verheiratet.

## Veröffentlichungen

### Monografien
- Verbürgerlichung. Die Legende vom Ende des Proletariats. Campus, Frankfurt am Main/New York 1985, ISBN 978-3-593-33475-2
- Gewerkschaften vor der europäischen Herausforderung. Tarifpolitik nach Mauer und Maastricht. Zusammen mit Elmar Altvater. Westfälisches Dampfboot, Münster 1993, ISBN 3-924550-79-4
- Die Grenzen der Globalisierung. Ökonomie, Ökologie und Politik in der Weltgesellschaft. Zusammen mit Elmar Altvater. Westfälisches Dampfboot, Münster 1996 u. 7. Auflage 2007, ISBN 978-3-929586-75-6
- Die Ökonomie eines friedlichen Europas. Ziele – Hindernisse – Weg. 2000
- Globalisierung der Unsicherheit. Arbeit im Schatten, schmutziges Geld und informelle Politik. Zusammen mit Elmar Altvater. Westfälisches Dampfboot, Münster 2002, ISBN 3-89691-513-4

### Herausgeberin
- Der gewendete Kapitalismus. Kritische Beiträge zur Theorie der Regulation. Westfälisches Dampfboot, Münster 1988, ISBN 3-924550-31-X
- Globale öffentliche Güter – für menschliche Sicherheit und Frieden. 2003
- Management der Globalisierung. Akteure, Strukturen und Perspektiven. 2003

## Quelle
- The Global Labour University: Birgit Mahnkopf. Berlin School of Economics, abgerufen am 7. Juli 2012.